# Pierrefitte-sur-Seine
Pierrefitte-sur-Seine ([pjɛfit syʁ sɛn] ) ist eine ehemalige französische Gemeinde mit 33.670 Einwohnern (Stand: 1. Januar 2022) im Département Seine-Saint-Denis in der Region Île-de-France. Sie gehörte zum Arrondissement Saint-Denis. Ihre Einwohner werden Pierrefittois und Pierrefittoises genannt.
Pierrefitte-sur-Seine erhielt 2024 die Auszeichnung „Drei Blumen“, die vom Conseil national des villes et villages fleuris (CNVVF) im Rahmen des jährlichen Wettbewerbs der blumengeschmückten Städte und Dörfer verliehen wird.
Der Erlass des Präfekten vom 13. Juni 2024 legte mit Wirkung zum 1. Januar 2025 die Eingliederung von Pierrefitte-sur-Seine als Commune déléguée zusammen mit der früheren Gemeinde Saint-Denis zur gleichnamigen Commune nouvelle Saint-Denis fest.

## Geografie

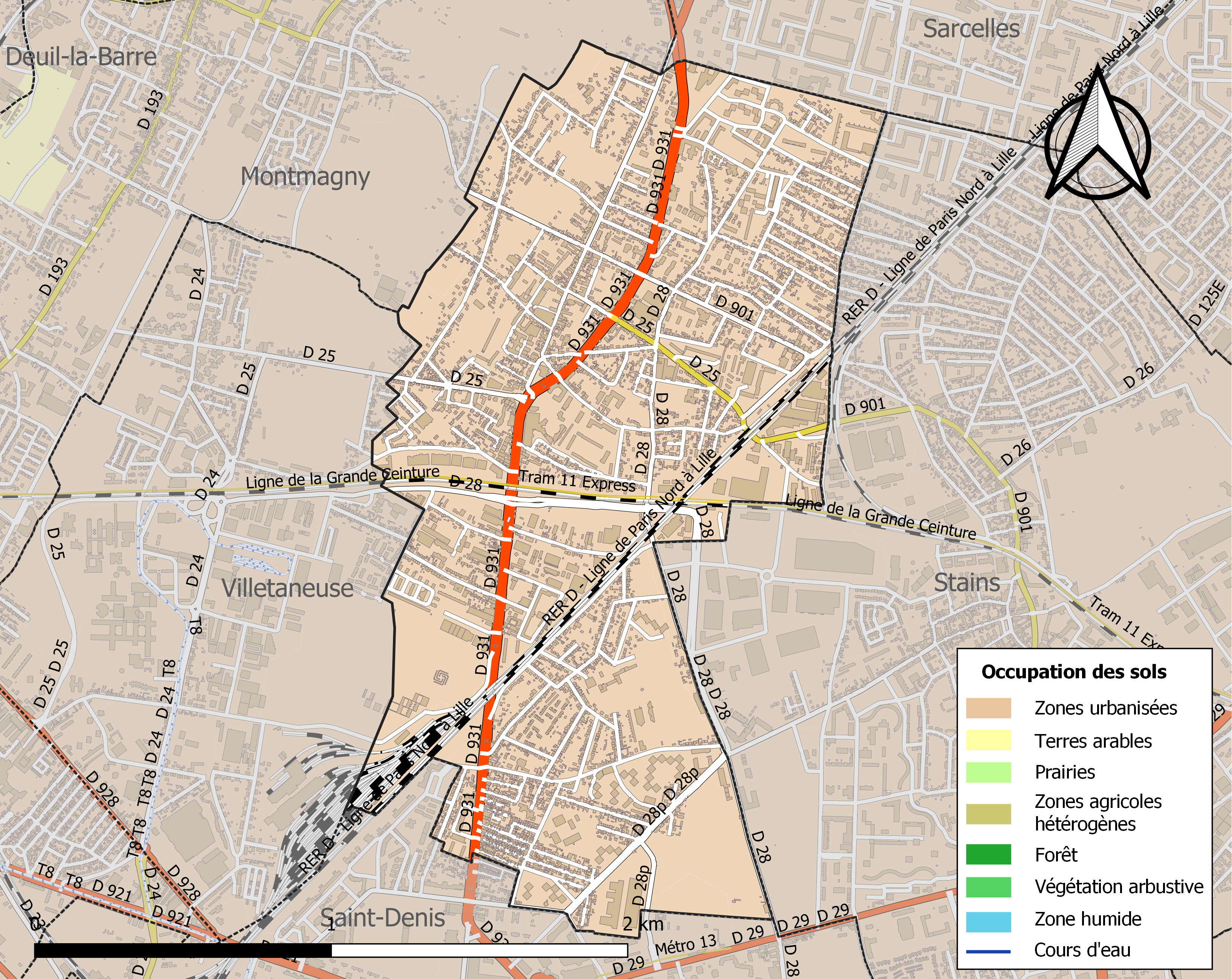
Bodennutzung und Infrastruktur von Pierrefitte-sur-Seine (2018)

Pierrefitte-sur-Seine liegt unmittelbar nördlich vom Ort Saint-Denis und etwa zehn Kilometer vom Pariser Stadtzentrum an der Grenze zum benachbarten Département Val-d’Oise. Anders als der Namenszusatz -sur-Seine andeutet, liegt Pierrefitte etwa zwei Kilometer vom Seineufer entfernt. Das Ortsgebiet ist fast gänzlich überbaut. Es besitzt keine Fließgewässer an der Oberfläche. Das Zentrum von Pierrefitte-sur-Seine liegt auf etwa 52 m Höhe. Die maximale Erhebung wird im Nordwesten in der Nähe des Hügels Butte-Pinson mit 97 m gemessen, die minimale mit 37 m im Süden an der Grenze zum Ort Saint-Denis.
Umgeben wird Pierrefitte-sur-Seine von den vier Nachbargemeinden und der Commune déléguée:
| Montmagny (Val-d’Oise) |                                             | Sarcelles (Val-d’Oise) |
| Villetaneuse           | Kompassrose, die auf Nachbargemeinden zeigt | Stains                 |
|                        | Saint-Denis (Commune déléguée)              |                        |

## Bevölkerung
Die Bevölkerungszahl stieg vor allem anfangs der zweiten Hälfte des 20. Jahrhunderts sehr stark an. Seit 1962 hat sich die Einwohnerzahl mehr als verdoppelt.

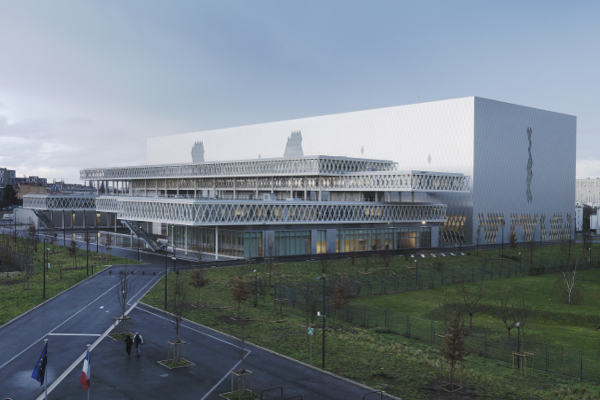
Französisches Nationalarchiv

| Jahr                       | 1962   | 1968   | 1975   | 1982   | 1990   | 1999   | 2006   | 2013   | 2020   |
| -------------------------- | ------ | ------ | ------ | ------ | ------ | ------ | ------ | ------ | ------ |
| Einwohner                  | 14.770 | 19.017 | 20.819 | 22.366 | 23.822 | 25.816 | 27.532 | 28.459 | 31.344 |
| Quellen: Cassini und INSEE |        |        |        |        |        |        |        |        |        |

## Sehenswürdigkeiten
- Kirche Église Saint-Gervais-Saint-Protais aus dem 19. Jahrhundert
- Kirche Sainte-Thérèse-des-Joncherolles, erbaut 1964

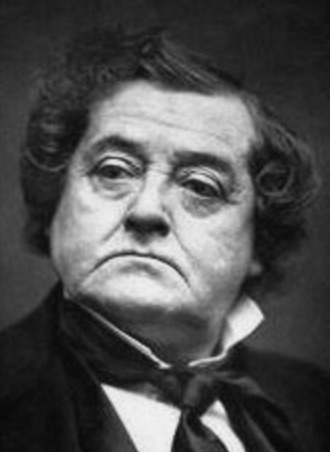
Frédérick Lemaître

- Französisches Nationalarchiv

## Persönlichkeiten
Zeitweise in der Gemeinde gelebt:
- Frédérick Lemaître (1800–1876), französischer Schauspieler
- Maurice Utrillo (1883–1955), französischer Maler
- Suzanne Valadon (1865–1938), französische Malerin, Mutter von M. Utrillo

Hier gestorben:
- Alcide Dessalines d’Orbigny (1802–1857), französischer Naturwissenschaftler
- Serge Nubret (1938–2011), französischer Bodybuilder und Schauspieler